# 687 г. пр.н.е.

## Събития

### В Азия

#### В Асирия
- Цар на Асирия е Сенахериб (705 – 681 пр.н.е.).[1]

##### В Юдея
- Тази година е една от често приеманите за начало на царуването на юдейския цар Манасия (687 (или 697)-642 пр.н.е.), който наследява баща си Езекия (727 – 698(687) пр.н.е.). Подобно на баща си Манасия остава във васално положение спрямo Асирия.[2][notes 1]

#### В Елам
- Цар на Елам e Хума-Халдаш I (689/8 – 681 г. пр.н.е.).[3]

#### В Китай
- За първи път е документиран метеорния поток Лириди.[4]

### В Африка

#### В Египет
- Фараон на Египет е Тахарка (690 – 664 г. пр.н.е.).[5]